# Флексура
Флексура (англ. flexure, knee-fold, monocline fold, monoklinal fold, stepfold; нім. Flexur f, Monoklinalfalte f, Kniefalte f) — однобока колінчаста (моноклінна) складка шарів гірських порід, що виникла внаслідок переміщення однієї ділянки земної кори відносно іншої у вертикальному напрямку з двома різкими перегибами, без розриву суцільності між шарами.
Флексура складається з 5 елементів: двох вигинів і трьох крил. Кожний елемент характеризується власними параметрами залягання, співвідношення яких визначає численні різновиди флексур. Розмір флексур від десятків см до багатьох км, нахил крил — від ледве помітного до вертикального.
Особливо великі флексури зустрічаються біля країв платформ і на бортах синекліз. Нерідко флексури впливають на процес осадоутворення, розподіл фацій і потужностей осадових товщ. Іноді з флексурами пов'язані нафтові родовища.